# Железнодорожный мост Чаншоу
Железнодорожный мост через реку Янцзы в Чаншоу (кит. 渝怀铁路长寿长江大桥) — это железнодорожный мост из стали над Янцзы в районе Чаншоу (Чунцин, Китай). Был построен для Юйхуайской железной дороги. Строительство началось в сентябре 2001 года, а монтаж стальных ферм был завершен 16 мая 2003 года. В августе 2005 года были проведены испытания на статическую и динамическую нагрузку.

## Длина и пролёты моста

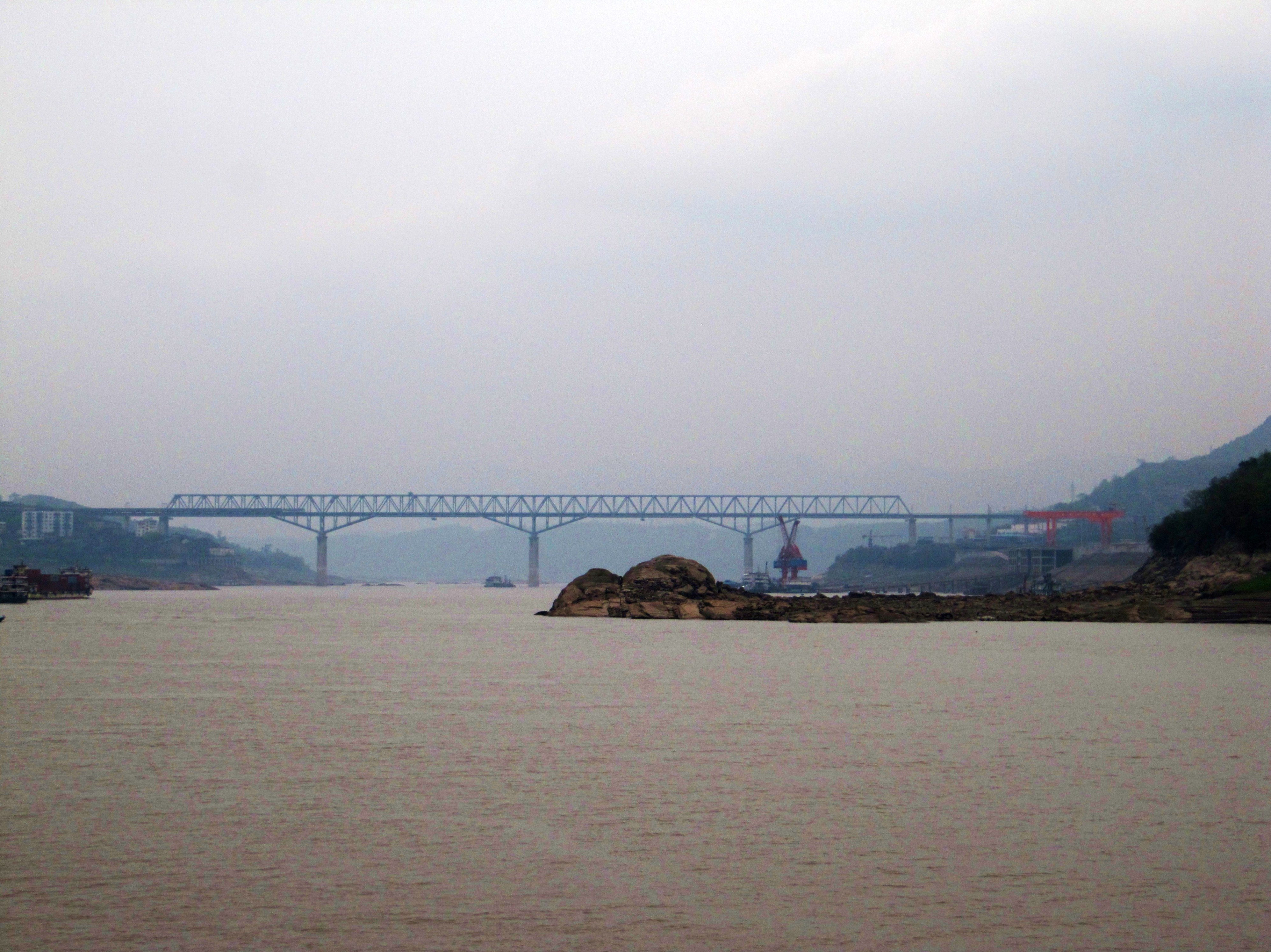
Фотография моста с лодки.

Длина моста составляет 898 метра, а его пролётное строение составляет 2x24+3x32+144+2x192+144+2x32 м. У моста 2 пролёта на 192 метра, что делает его одним из крупнейших мостов близ Чунцина.
Основа моста представляет собой неразрезную стальную ферменную балку с нижней опорой. Опоры главного моста представляют собой пустотелые полукруглые опоры с 3-метровым фундаментом из буронабивных свай большого диаметра. Наибольшая глубина установки свай — 32 метра.
В 2008 году мост получил премию Лу Бана за выдающиеся инженерные достижения.